# Чёрный орёл (танк)
«Чёрный орёл» («Объект 640») — российский проект перспективного основного танка, разработанного в 1990-е годы Омским конструкторским бюро транспортного машиностроения.

## История
Опытный образец впервые был продемонстрирован в 1997 году. Он представлял собой модифицированную ходовую часть основного танка Т-80У с установленной на ней башней новой конструкции. В дальнейшем был создан опытный образец с башней, установленной на семикатковое шасси. Серийно танк не производился. Во время демонстраций опытных образцов на выставках башни всегда были укрыты плотной маскировочной сетью.

## Конструкция

Главная конструкция

Шасси танка представляет собой модифицированное шасси Т-80У. Корпус удлинён, что позволило значительно усилить верхнюю лобовую деталь и устранить ослабленную зону в районе перископов механика-водителя. Корпус танка поделён на три герметичных отсека, изолированных друг от друга вертикальными бронированными листами, которые установлены вдоль продольной оси. В боковых отсеках размещены топливные баки. В центральном отсеке расположено отделение управления, связанное с боевым отделением. Места для членов экипажа расположены в корпусе танка ниже уровня башни. Доступ к ним осуществляется через люки командира и наводчика в корпусе башни и люк механика-водителя в корпусе танка. Места экипажа оборудованы регулируемыми сиденьями, имеющими два положения: походное и боевое. При переводе сидений в боевое положение экипаж находится ниже уровня погона башни. В походном положении наводчик и командир танка располагаются в корпусе и в башне.
Конструкция башни подразумевала увеличение толщины бронирования с параллельным увеличением угла наклона бронелистов, что значительно повышало защищенность экипажа. Вес башни по сравнению с Т-80 возрос на 20-25 процентов.
Со стороны топливных отсеков вертикальные бронированные листы корпуса покрыты плитами из противорадиационного материала, а со стороны отделения управления и боевого отделения — плитами из противоосколочного материала. Боекомплект расположен в автомате заряжания, установленном в нише башни и выполненном в виде съёмного бронированного модуля с вышибными броневыми панелями, срабатывающими в случае детонации. Башня сварная принципиально нового типа. Выполнена в виде двух симметрично разнесённых броневых отсеков, жёстко закреплённых на общем основании. Отсеки образованы разнесёнными между собой и расположенными соосно внутренними и наружными боковыми стенками, выполненными по переднему контуру в секторе от амбразуры до поперечной оси башни в виде усечённых пирамид.
Проект предусматривал вооружение танка 125-мм пушкой, спаренного с ней 7,62-мм пулемёта и дистанционной зенитной установкой с 12,7-мм пулемётом «Корд». Однако в конструкцию танка была заложена возможность орудия более крупного калибра — до 152 мм.
При боевой массе в 48 тонн танк предполагалось оснастить новым газотурбинным двигателем мощностью более 1500 л. с. Таким образом, удельная мощность танка превышала 30 л. с./т и, как следствие этого, динамические характеристики «Объекта 640» должны были значительно превосходить характеристики западных танков третьего поколения, имеющих удельную мощность 20 — 25 л. с./т

## Перспективы проекта
По заявлениям представителей Министерства обороны Российской Федерации (Минобороны России), серийное производство перспективного танка «Объект 640» не предусматривается. Тем не менее, решения, отработанные на данном образце, послужат значительным заделом для модернизации существующих танков. В течение многих лет в средствах массовой информации неоднократно появлялись сообщения о ходе разработок и испытаний танка «Чёрный орёл», но никаких подробностей о сроках и планах запуска в серийное производство не сообщалось. Однако 12 сентября 2009 года временно исполняющий обязанности главы военно-научного комитета бронетанкового вооружения и автомобильной техники Минобороны России полковник Владимир Войтов заявил, что танка «Чёрный орёл», называемого бронемашиной четвёртого или даже пятого поколения и известного также под названием «Объект 640», не существует.
28 апреля 2011 года бывший первый заместитель Главного автобронетанкового управления Минобороны России генерал-майор Юрий Коваленко сообщил, что наработки «Чёрного орла» будут использованы в новом основном танке «Армата».